# Molí de Dalt (Taradell)
El Molí de Dalt és una obra de Taradell (Osona) inclosa a l'Inventari del Patrimoni Arquitectònic de Catalunya.

## Descripció
Edifici civil. Molí de planta rectangular cobert a una sola vessant que vessa les aigües vers ponent. El portal és de pedra picada i rectangular. A la part de ponent hi ha la sortida del carcabà i una finestra de reixa forjada.
La llinda del portal duu la inscripció: AVE MARIA SIN PECADO CONCEBIDA 1801
Està gairebé rodejada per bardisses, l'estat de conservació es dolent.

## Història
Aquest molí havia pertangut a l'antiga masia Esquis documentada des del S.X i que mantingué generacions dels mateixos estadants fins a finals del S.XIX.
Aquest indret a la riba de la riera de Tarradell hi ha tradició de molins des del S.XVI, el de l'Esquís segons les dades constructives es degué bastir a principis del S.XIX.. També el trobem registrat en el nomenclàtor de la província de Barcelona de 1860.